# Apple Park
Apple Park är en elliptisk byggnad som ligger på 1 Apple Park Way i Cupertino, Kalifornien i USA. Den är huvudkontor till det multinationella IT-företaget Apple Inc., som också äger byggnaden. Apple Park har en kapacitet för fler än 12 000 anställda. På området runt Apple Park finns det bland annat ett auditorium, ett större gym och två stora parkeringshus. Sydöst om området och utmed gatan N Tantau Ave finns det även ett besökscenter tillika butik och flera kontorsbyggnader, tillhörande bland annat deras avdelning för forskning och utveckling, samt ett till parkeringshus.
Hela området och byggnaderna ritades av arkitekten Norman Foster och dennes arkitektkontor Foster + Partners med hjälp av Jony Ive, som var Apples projektansvarig för det nya huvudkontoret. Apple Park uppfördes mellan november 2013 och april 2017 till en kostnad på fem miljarder amerikanska dollar.

## Galleri

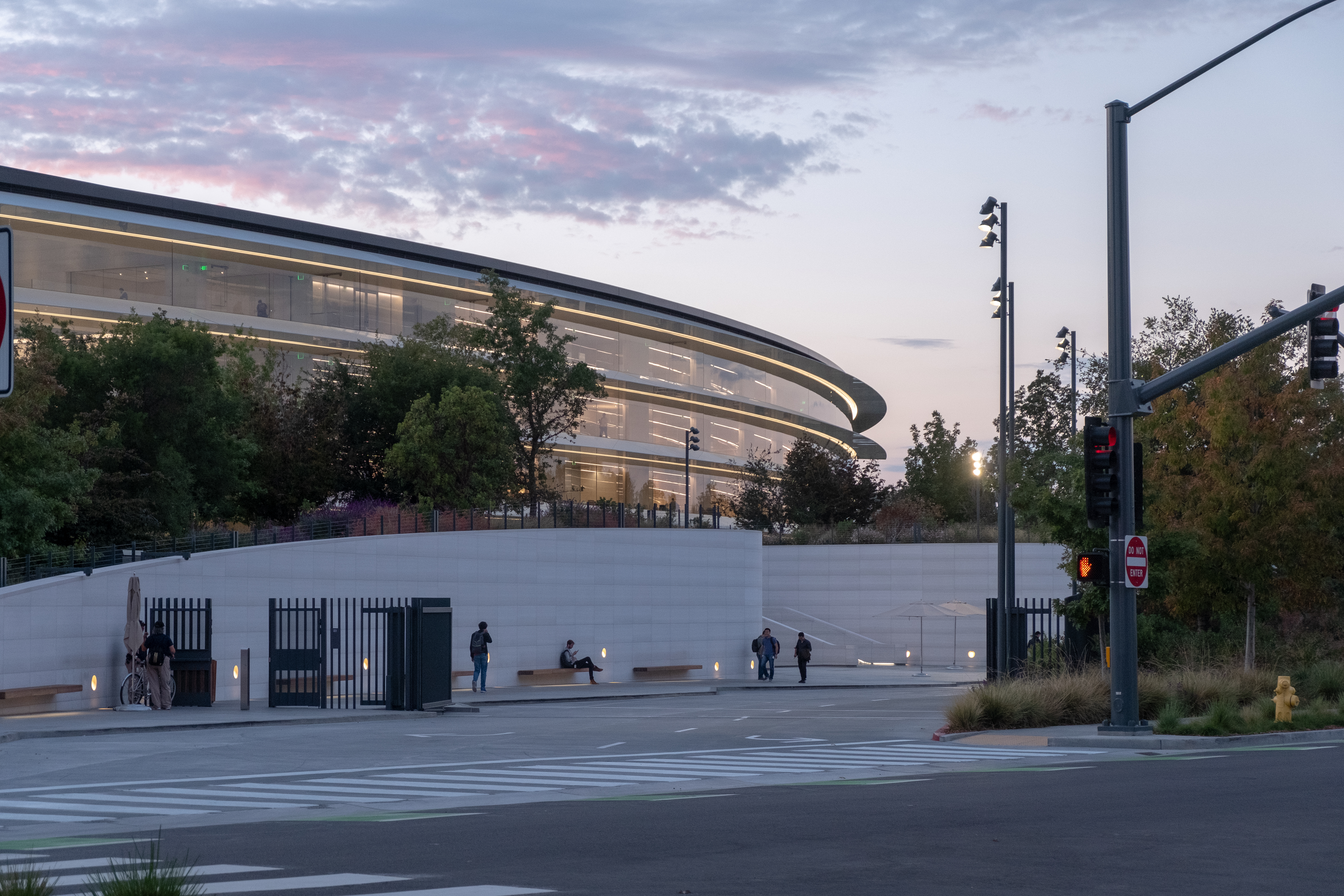
Apple Park i oktober 2018.
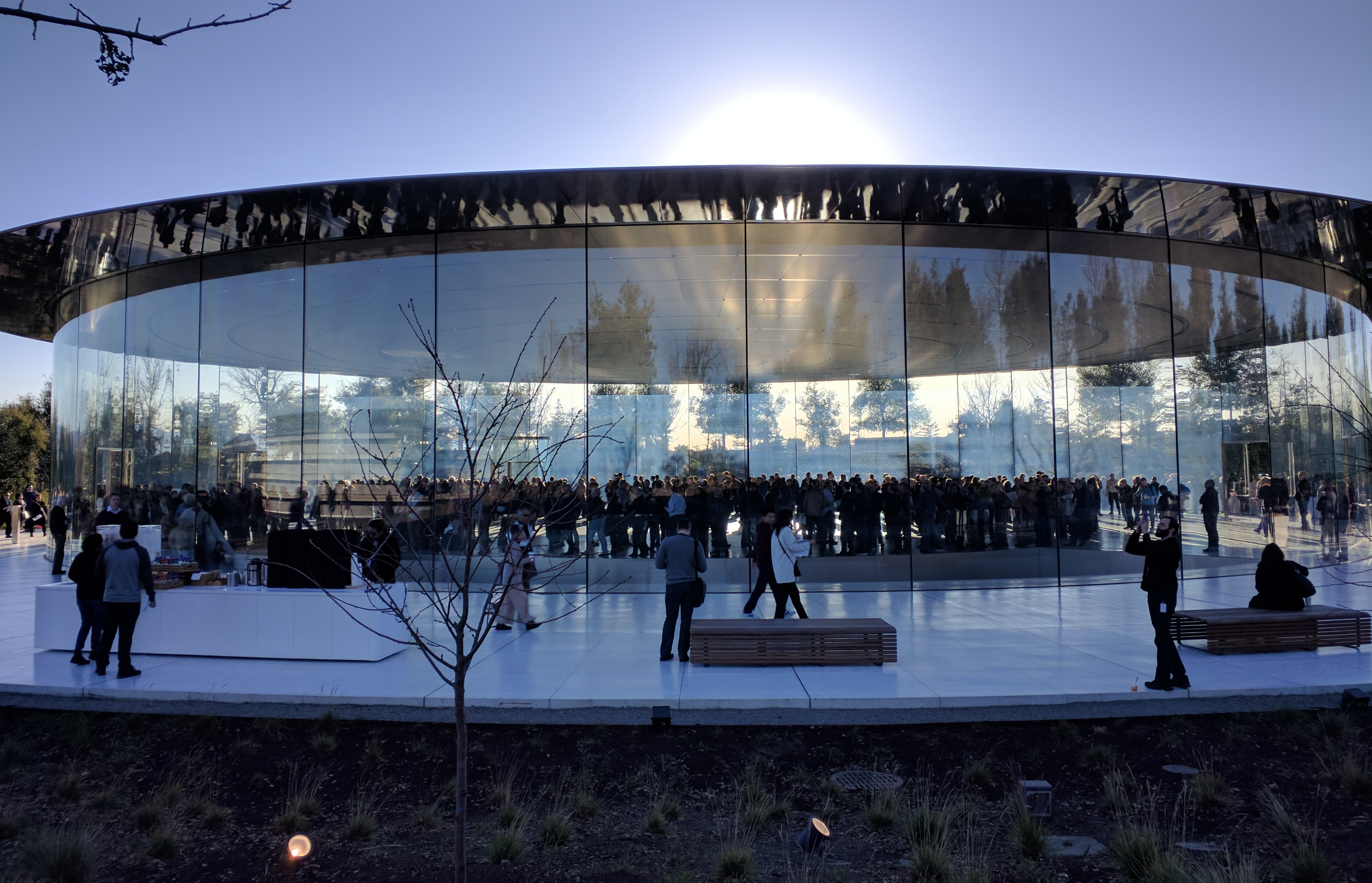
Auditoriet Steve Jobs Theater i februari 2018.
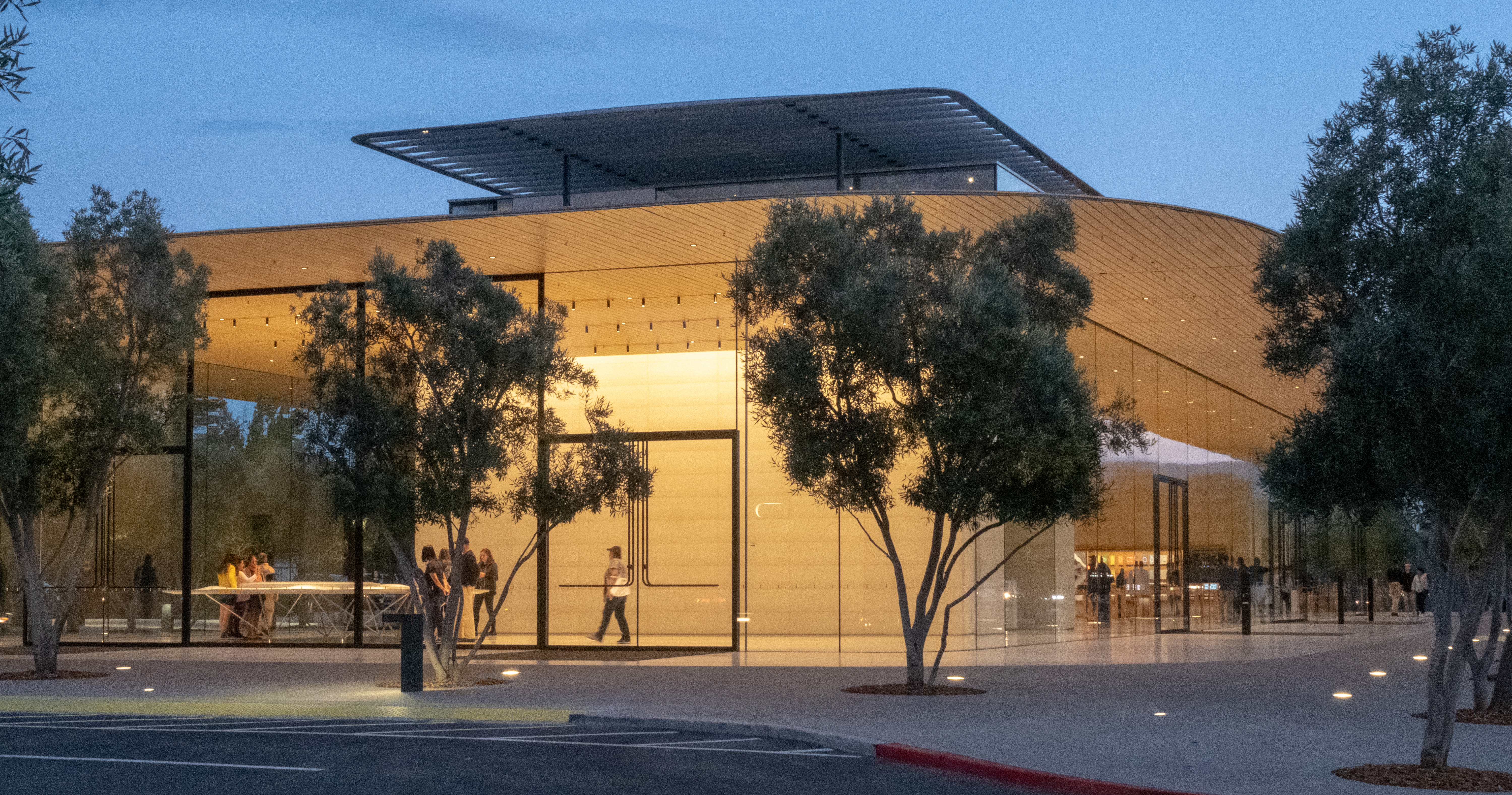
Apple Parks besökscenter i oktober 2018.